# RSV Würges
Rasensportverein Würges 1920 e.V. é uma agremiação esportiva alemã, fundada a 1 de agosto de 1920, sediada em Bad Camberg, no estado de Hessen.

## História
Foi criado como Würges Fußball Verein Teutonia. Em 1922, era conhecido como FV Borussia Würges e, em 1924, adotou o nome atual. A equipe fez sua primeira exibição na Amateur Oberliga Hessen (III), temporada 1983-84 e foi rebaixada para a temporada seguinte, depois de perder um play-off de rebaixamento para o Tuspo Ziegenhain por 1 a 0. O retorno à terceira camada por uma única temporada, em 1991.
Um segundo lugar na Landesliga Hessen-Mitte (V) e vitória no play-off de promoção posterior levou o time ao acesso à Oberliga Hessen (IV), em 1996, na qual permaneceu por duas temporadas. Depois de uma década na Landesliga, o RSV Würges voltou à Oberliga após um título em 2006. O clube também tem duas conquistas da Hessenpokal, que o levaram a se classificar para a Copa da Alemanha, a DFB-Pokal, em 1981 e 1988. O time avançou à terceira fase em sua primeira aparição antes de ser derrotado por 1 a 0 e eliminado pelo então partícipe da 2. Bundesliga, VfL Osnabrück. Vencera nas fases anteriores FC Ottering e o OSC Bremerhaven.
O Würges atua no Grund Goldener RSV-Stadion, que tem uma capacidade de 2.500.

## Títulos
| - Landesliga Hessen-Mitte - Campeão: 1983, 1991, 2006 - Vice-campeão: 1996, 2005 | - Hesse Cup - Campeão: 1980, 1987 |

## Fonte
- Grüne, Hardy (2001). Vereinslexikon. Kassel: AGON Sportverlag ISBN 3-89784-147-9